# Forsteria venezuelensis
Forsteria venezuelensis är en kräftdjursart som först beskrevs av Rathbun 1905.  Forsteria venezuelensis ingår i släktet Forsteria och familjen Trichodactylidae. IUCN kategoriserar arten globalt som livskraftig. Inga underarter finns listade i Catalogue of Life.